# TSMC
TSMC, acrònim de Taiwan Semiconductor Manufacturing Company Limited és una empresa multinacional taiwanesa especialitzada en la fabricació i disseny de semiconductors per encàrrec. És la segona empresa de semiconductors més valuosa del món, la foneria de semiconductors independent més gran del món i l'empresa més gran del seu país, amb seu fiscal i operativa ubicada al parc científic de Xintxu, a Taiwan. És propietat majoritàriament d'inversors estrangers, tot i que el govern central de Taiwan n'és l'accionista majoritari. L'any 2023, l'empresa va ocupar el lloc 44è en el Forbes Global 2000.
Les exportacions de circuits integrats de Taiwan van ascendir a 184.000 milions de dòlars el 2022, fet que va representar gairebé el 25 per cent del PIB de Taiwan. TSMC representa al voltant del 30 per cent de l'índex principal de la Borsa de Taiwan.
L'empresa va ser fundada el 1987 per Morris Chang com la primera foneria de semiconductors per encàrrec del món. Ha estat durant molt de temps l'empresa líder en el seu camp. Quan Chang es va retirar el 2018, després de 31 anys de lideratge de TSMC, Mark Liu es va convertir en president i C.C. Wei es va convertir en director executiu. Cotitza a la Borsa de Valors de Taiwan (TWSE: 2330) des de 1993; el 1997 es va convertir en la primera empresa taiwanesa a cotitzar a la Borsa de Nova York (NYSE: TSM). Des de 1994, TSMC ha tingut una taxa de creixement anual composta (CAGR) del 17,4% en ingressos i un CAGR del 16,1% en guanys.
Alguns dels seus principals clients són AMD, Apple, ARM, Broadcom, Marvell, MediaTek, Qualcomm i Nvidia. També ho són altres empreses emergents com Allwinner Technology, HiSilicon, Spectra7 i UNISOC. Alguns fabricants de dispositius integrats que tenen les seves pròpies instal·lacions de fabricació, com Intel, NXP, STMicroelectronics i Texas Instruments, subcontracten part de la seva producció a TSMC.
TSMC té una capacitat global d'uns tretze milions de semiconductors, equivalents a 300 mm a l'any a partir del 2020 i fabrica xips per a clients amb nodes de procés de 2 micres a 3 nanòmetres. TSMC va ser la primera foneria que va comercialitzar capacitats de producció de 7 i 5 nanòmetres (utilitzades pels SoC Apple A14 i M1 del 2020, els processadors MediaTek Dimensity 8100 i AMD Ryzen 7000) i la primera a comercialitzar els ultraviolats extrems (EUV) tecnologia de litografia en gran volum.

## Història
El 1986, Li Kwoh-ting, en representació del Yuan Executiu, va convidar Morris Chang a ser president de l'Institut de Recerca de Tecnologia Industrial (ITRI) i li va oferir un xec en blanc per construir de zero una indústria de xips de Taiwan. En aquell moment, el govern taiwanès volia desenvolupar la seva indústria de semiconductors, però la seva alta inversió i la seva naturalesa d'alt risc feien difícil trobar inversors. Texas Instruments i Intel van rebutjar Chang. Només Philips estava disposada a signar un contracte d'empresa conjunta amb Taiwan per aportar 58 milions de dòlars, transferir la seva tecnologia de producció i llicenciar la propietat intel·lectual a canvi d'una participació del 27,5% a TSMC. A més de generosos beneficis fiscals, el govern taiwanès, a través del Fons Nacional de Desenvolupament va proporcionar un altre 48 per cent del capital inicial necessari per a la creació TSMC, i la resta del capital es va recaptar de diverses de les famílies més riques de l'illa, que posseïen empreses especialitzades en plàstics, tèxtils i productes químics. El seu primer CEO va ser James E. Dykes, qui va marxar després d'un any, moment en què Morris Chang es va convertir en el CEO.
Des d'aleshores, l'empresa ha seguit creixent, tot i que subjecta als cicles de la demanda. La capitalització de mercat de TSMC va assolir un valor d'1,9 bilions de dòlars NT (63,4 mil milions de dòlars EUA) el desembre de 2010. El 2011, l'empresa tenia previst augmentar les despeses en recerca i desenvolupament gairebé un 39% fins als 50.000 milions de Nous dòlars de Taiwan (NT) per evitar la creixent competència. L'empresa també tenia previst ampliar la capacitat un 30% el 2011 per satisfer la forta demanda del mercat. El maig de 2014, el consell d'administració de TSMC va aprovar una dotació de capital de 568 milions de dòlars estatunidencs per augmentar i millorar les capacitats de fabricació després que l'empresa preveiés una demanda superior a l'esperada. L'agost de 2014, el consell d'administració de TSMC va aprovar assignacions de capital addicionals de més de 3 milions de dòlars estatunidencs.
El 2011, es va informar que TSMC havia començat la producció de prova dels SoC A5 i A6 per als dispositius iPad i iPhone d'Apple. Segons els informes, el maig de 2014 Apple va obtenir els seus SoC A8 i A8X de TSMC. Aleshores, Apple va obtenir el SoC A9 amb TSMC i Samsung (per augmentar el volum per al llançament de l'iPhone 6S) i l'A9X exclusivament amb TSMC, resolent així el problema d'aprovisionar un xip en dues mides de microarquitectura diferents. A partir del 2014, Apple es va convertir en el client més important de TSMC.
El 2013, va ocupar el lloc 70 a la llista FT Global 500 de les empreses més valorades del món, amb una capitalització de 86,7 mil milions de dòlars EUA, mentre que va assolir els 110 mil milions de dòlars EUA. el maig de 2014.
L'octubre de 2014, ARM Holdings i TSMC van anunciar un nou acord plurianual per al desenvolupament de processadors FinFET de 10 nm basats en ARM.
El març de 2017, la capitalització de mercat de TSMC va superar per primera vegada la del gegant dels semiconductors Intel, arribant als 5,14 bilions de dòlars NT (168,4 000 milions de dòlars), amb la d'Intel a 165,7 000 milions de dòlars.
L'any 2020, TSMC es va convertir en la primera empresa de semiconductors del món en unir-se a la iniciativa RE100, comprometent-se a utilitzar energia 100% renovable l'any 2050. L'empresa representa aproximadament el 5% del consum total d'energia a Taiwan, fins i tot superant el de la capital, Taipei. Aquell any va tenir uns ingressos nets de 17.600 milions de dòlars, amb uns ingressos consolidats de 45.510 milions de dòlars, un augment del 57,5% i el 31,4%, respectivament, respecte al nivell del 2019 d'11.180 milions de dòlars d'ingressos nets i 34.630 milions de dòlars d'ingressos consolidats. El 27 de juny de 2020, TSMC es va convertir breument en la 10a empresa més valuosa del món, amb una capitalització de mercat de 410.000 milions de dòlars EUA.
A mesura que augmenta el risc d'una guerra entre Taiwan i la República Popular de la Xina, TSMC i els seus inversors han explorat opcions per mitigar les conseqüències d'aquest esdeveniment. Des de principis de la dècada de 2020, TSMC ha ampliat les seves operacions fora de l'illa de Taiwan, obrint noves fàbriques al Japó i als Estats Units, amb plans d'expansió a Alemanya.
El novembre de 2020, els funcionaris de Phoenix, Arizona, als Estats Units, van aprovar un projecte de TSMC per construir una planta de xips de 12 000 milions de dòlars a la ciutat. La decisió d'ubicar una planta als EUA es va produir després que l'administració de Trump va advertir sobre els problemes relacionats amb l'electrònica mundial feta fora dels Estats Units. El 2021, les notícies van afirmar que la instal·lació es podria triplicar fins a aproximadament una inversió de 35 000 milions de dòlars amb sis foneries.
El juny de 2021, després de gairebé un any de controvèrsia pública sobre la seva escassetat de vacunes contra la COVID-19, amb només un 10% dels seus 23,5 milions de població vacunada; Taiwan va acordar permetre que TSMC i Foxconn negociin conjuntament la compra de vacunes contra la COVID-19 en nom seu. El juliol de 2021, l'agent de vendes xinès de BioNTech, Fosun Pharma, va anunciar que els dos fabricants de tecnologia havien arribat a un acord per comprar 10 milions de vacunes BioNTech contra la COVID-19 d'Alemanya. TSMC i Foxconn es van comprometre a comprar cinc milions de dosis cadascun per un màxim de 175 milions de dòlars, per donar-los al programa de vacunació de Taiwan.
A causa de l'escassetat mundial de semiconductors del 2020-2023, el competidor taiwanès United Microelectronics va augmentar els preus aproximadament entre un 7 i un 9 per cent, i els preus dels processadors més madurs de TSMC augmentaran al voltant d'un 20 per cent.
El novembre de 2021, TSMC i Sony van anunciar que TSMC establiria una nova filial anomenada Japan Advanced Semiconductor Manufacturing (JASM) a Kumamoto, Japó. El govern japonès vol que JASM subministre xips essencials als fabricants de dispositius electrònics i empreses d'automòbils del Japó, ja que la fricció comercial entre els Estats Units i la Xina ha amenaçat d'interrompre les cadenes de subministrament. El juliol de 2022, TSMC va anunciar que la companyia havia registrat un benefici rècord el segon trimestre, amb un ingressos nets que van augmentar un 76,4 per cent interanual. La companyia va experimentar un creixement constant en els sectors de l'automoció i els centres de dades amb una certa debilitat en el mercat de consum.
El tercer trimestre del 2022, Berkshire Hathaway va revelar la compra de 60 milions d'accions a TSMC, adquirint una participació de 4.100 milions de dòlars, cosa que la converteix en una de les seves participacions més importants en una empresa tecnològica. No obstant això, Berkshire va vendre el 86,2% de la seva participació només uns mesos després, citant les tensions geopolítiques com a factor.
El febrer de 2024, les accions de TSMC van assolir un màxim històric, amb el màxim del dia de negociació assolint NT $ 709 i tancant a NT $ 697 (+8%). Això va ser influenciat per l'augment del preu objectiu del dissenyador de xips Nvidia. Actualment, TSMC fabrica xips de 3 nanòmetres i té previst iniciar la producció massiva de 2 nanòmetres el 2025.

## Producció
Beneficis anuals en dòlars taiwanesos
| Year | Q1      | Q2      | Q3      | Q4      |
| ---- | ------- | ------- | ------- | ------- |
| 2012 | 105,615 | 128,186 | 141,499 | 131,445 |
| 2013 | 132,755 | 155,886 | 162,577 | 145,806 |
| 2014 | 148,215 | 183,020 | 209,050 | 222,520 |
| 2015 | 222,034 | 205,440 | 212,505 | 203,518 |
| 2016 | 203,495 | 221,810 | 260,406 | 262,227 |
| 2017 | 233,914 | 213,855 | 252,107 | 277,570 |
| 2018 | 248,079 | 233,276 | 260,348 | 289,771 |
| 2019 | 218,704 | 240,999 | 293,045 | 317,237 |
| 2020 | 310,597 | 310,699 | 356,426 | 361,533 |
| 2021 | 362,410 | 372,150 | 414,670 | 438,190 |
| 2022 | 491,080 | 534,140 | 613,140 | 625,532 |
| 2023 | 508,633 | 480,841 | 546,733 | 625,529 |

## Capacitat de producció
| Tecnologia | Prestacions |
| ---------- | --- |
| 130 nm     | Propòsit general (G), Baixa potència (LP), Altes prestacions amb vaixa tensió (LV) |
| 90 nm      | 80GC des del Q4/2006 |
| 65 nm      | Propòsit general (GP), Baixa potència (LP), Ultra-Baixa potència (ULP), LPG |
| 55 nm      | Propòsit general (GP) i Baixa potència (LP)) |
| 40 nm      | Baixa potència (LP), Propòsit general Superb (G) i Baixa potència triple gate oxide (LPG) |
| 28 nm      | HP (Altes prestacions), HPM (Altes prestacions per a mòbils), HPC (Altes prestacions per a ordinadors), HPL (Altes prestacions per a baixa potència), LP (Baixa potència). HPC+ més velocitat que HPC ULP Ultra-Baixa potència per a IoT i aplicacions de bateria. |
| 20 nm      | HKMG, SiGe |
| 16 nm      | FinFet |
| 10 nm      | FinFet |
| 7 nm       | FinFet |
| 5 nm       | FinFet (2020) |
| 3 nm       | FinFet (2022) |

## Governança i propietaris
Al voltant del 56% de les accions de TSMC estan en poder del públic en general i al voltant del 38% estan en poder d'institucions. Els majors accionistes a principis de 2024 eren:
- National Development Fund, Executive Yuan (6.38%)
- BlackRock (5.09%)
- Capital Research and Management Company (3.61%)
- Government of Singapore Investment Corporation (3.32%)
- Norges Bank (1.59%)
- Fidelity Investments (1.37%)
- New Labor Pension Scheme (1.28%)
- The Vanguard Group (1.26%)
- Yuanta Securities Investment (1.02%)
- JPMorgan Chase (0.83%)
- Fidelity International (0.8%)
- Baillie Gifford (0.76%)
- Fubon Life Insurance (0.75%)
- Invesco (0.63%)